# Diga di Çatören
La diga di Çatören è una diga della Turchia. Si trova nella provincia di Eskişehir.